# Montevizija 2018
La quinta edizione del Montevizija si è tenuta il 15 febbraio 2018 e ha selezionato il rappresentante del Montenegro all'Eurovision Song Contest 2018 di Lisbona, in Portogallo.
La competizione è stata vinta da Vanja Radovanović con il brano Inje.

## Organizzazione
RTGC, emittente radiotelevisiva montenegrina, ha deciso di riutilizzare il metodo della selezione nazionale, organizzando la quinta edizione del Montevizija.
Dal 1º novembre 2017 al mese successivo è stato possibile inviare le proprie canzoni, che dovevano però essere rigorosamente in lingua montenegrina.
Le 31 canzoni ricevute sono state analizzate da una giuria composta da: Ismeta Dervoz, Kornelije Kovač, Dejan Božović, Slaven Knezović e Vladimir Maraš), che ha successivamente selezionato i 5 partecipanti alla selezione.

## Partecipanti
| Artista                  | Titolo      | Lingua       | Compositori                                                  |
| ------------------------ | ----------- | ------------ | ------------------------------------------------------------ |
| Ivana Popović-Martinović | Poljupci    | Montenegrino | Slavko Milovanović, Ljubiša Martinović                       |
| Katarina Bogićević       | Neželjena   | Montenegrino | Aleksandra Milutinović, Darko Dimitrov                       |
| Lorena Janković          | Dušu mi daj | Montenegrino | Mirsad Serhatlić, Milan Perić                                |
| Nina Petković            | Dišem       | Montenegrino | Nina Petković, Michael James Down, Jonas Gladnikoff, MaJiKer |
| Vanja Radovanović        | Inje        | Montenegrino | Vanja Radovanović                                            |

## Finale
La finale si è tenuta il 17 febbraio 2018, e ha visto i primi tre classificati, ossia Lorena Janković, Katarina Bogićević e Vanja Radovanović, procedere alla superfinale.
Il punteggio è dato interamente dal televoto.
| # | Artista                  | Titolo      | Punteggio | Posizione |
| - | ------------------------ | ----------- | --------- | --------- |
| 1 | Nina Petković            | Dišem       | 11%       | 5         |
| 2 | Vanja Radovanović        | Inje        | 18%       | 3         |
| 3 | Ivana Popović Martinović | Poljupci    | 12%       | 4         |
| 4 | Katarina Bogićević       | Neželjena   | 19%       | 2         |
| 5 | Lorena Janković          | Dušu mi daj | 40%       | 1         |

### Superfinale
| Artista            | Titolo      | Punteggio | Posizione |
| ------------------ | ----------- | --------- | --------- |
| Vanja Radovanović  | Inje        | 37%       | 1         |
| Katarina Bogićević | Neželjena   | 34%       | 2         |
| Lorena Janković    | Dušu mi daj | 29%       | 3         |

## All'Eurovision Song Contest
Il Montenegro si è esibito 16º nella seconda semifinale, ottenendo 40 punti e classificandosi 16º, non raggiungendo la finale del 12 maggio.

### Voto

#### Punti assegnati al Montenegro
| Televoto | Televoto | Televoto  | Televoto           | Televoto   |
| 12       | 10       | 8         | 7                  | 6          |
| -------- | -------- | --------- | ------------------ | ---------- |
|          | - Serbia |           | - Slovenia         |            |
| 5        | 4        | 3         | 2                  | 1          |
|          |          |           |                    |            |
| Giuria   |          |           |                    |            |
| 12       | 10       | 8         | 7                  | 6          |
|          |          |           | - Romania - Serbia |            |
| 5        | 4        | 3         | 2                  | 1          |
| - Malta  |          | - Ucraina |                    | - Slovenia |

#### Punti assegnati dal Montenegro
| Seconda semifinale | Seconda semifinale | Seconda semifinale |
| Punti              | Televoto           | Giuria             |
| ------------------ | ------------------ | ------------------ |
| 12                 | Serbia             | Serbia             |
| 10                 | Slovenia           | Ucraina            |
| 8                  | Russia             | Romania            |
| 7                  | Ucraina            | Malta              |
| 6                  | Svezia             | Norvegia           |
| 5                  | Norvegia           | Moldavia           |
| 4                  | Moldavia           | Paesi Bassi        |
| 3                  | Danimarca          | Australia          |
| 2                  | Paesi Bassi        | Svezia             |
| 1                  | Ungheria           | Danimarca          |

| Finale | Finale   | Finale      |
| Punti  | Televoto | Giuria      |
| ------ | -------- | ----------- |
| 12     | Serbia   | Serbia      |
| 10     | Albania  | Albania     |
| 8      | Italia   | Moldavia    |
| 7      | Ucraina  | Norvegia    |
| 6      | Slovenia | Danimarca   |
| 5      | Cipro    | Estonia     |
| 4      | Bulgaria | Italia      |
| 3      | Ungheria | Paesi Bassi |
| 2      | Svezia   | Regno Unito |
| 1      | Israele  | Cipro       |